# كلية اليمن لدراسات الشرق الأوسط
كلية اليمن لدراسات الشرق الأوسط المعروفة سابقا باسم مركز اللغة اليمني هي كلية خاصة تقع في البلدة القديمة التاريخية من صنعاء عاصمة اليمن. تقع الكلية على شارع 26 سبتمبر على مقربة من مبنى البرلمان اليمني وعلى بعد خمس دقائق من ميدان التحرير.

## تاريخ
تم إنشاء كلية اليمن لدراسات الشرق الأوسط من المباني ذات المكانة وسمعة مركز اللغات اليمني. تأسس مركز اللغات اليمن في عام 1989 من قبل صبري سليم المدير القطري المساعد السابق لفيلق السلام الأمريكي لمدة اثني عشر عاما.
في عام 1993 توسع المركز من خلال تأسيس مركز اليمن للدراسات العربية مضيفا المقررات الدراسية لأولئك لتعليم اللغة. في عام 2006 ولاستيعاب تزايد الاهتمام الأكاديمي في اللغة العربية والشرق الأوسط ومركز اللغة اليمني ومركز اليمن للدراسات العربية تحول إلى كلية اليمن لدراسات الشرق الأوسط.
كلية اليمن لدراسات الشرق الأوسط هو مشروع الرئيس والمؤسس صبري سليم، والدكتور ستيف كيتون عميد فخري لكلية اليمن لدراسات الشرق الأوسط وأستاذ الدراسات العربية المعاصرة في قسم الأنثروبولوجيا في جامعة هارفارد. د. كيتون يدير أيضا مركز هارفارد لدراسات الشرق الأوسط في جامعة هارفارد منذ عام 2004.
تأسست المدرسة كمؤسسة مختلطة ويجري تقاسم المساكن من قبل الذكور والإناث على حد سواء على الرغم من أنهم يعيشون في طوابق منفصلة.
البرمجة التعليمية لمركز اللغة اليمني يواصل تقديم خدمة تعليم اللغة العربية وتستعد كلية اليمن لدراسات الشرق الأوسط لافتتاح فصل دراسي في خريف 2008.

## الموقع
اليمن بلد شرق أوسطي تقليدي يقع على الركن الجنوبي الغربي من شبه الجزيرة العربية. بالمقارنة مع غيره من البلدان الناطقة بالعربية فإن اليمن لديه واحد من أدنى النسب المئوية من المتحدثين باللغة الإنجليزية. عدم التحدث بلغة أجنبية من قبل اليمنيين الأصليين والمحافظة على التحدث باللغة العربية العامية في اليمن القريبة من اللغة الفصحى يوفر موقع فريد لدراسة اللغة العربية.

### الحرم الجامعي، صنعاء
تقع مرافق كلية اليمن لدراسات الشرق الأوسط على شارع 26 سبتمبر بالقرب من ميدان التحرير. يعتبر ميدان التحرير محور النقل والمركز التجاري لصنعاء وعلى بعد مسافة قصيرة من المدينة القديمة. تصطف في الشوارع التي تلتقي في ميدان التحرير المئات من المحلات التجارية الصغيرة التي تبيع مجموعة واسعة من السلع ومحلات الملابس والمقاهي والمطاعم والباعة المتجولين والصيدليات والمكتبات والبنوك. يقع مكتب البريد الرئيسي في ميدان التحرير وكذلك المتحف الوطني والمتحف الحربي. الطلاب قادرين على التنقل في جميع أنحاء المدينة بسهولة جدا عبر الحافلات وسيارات الأجرة في ميدان.
تقع الكلية بين مبنى البرلمان اليمني ومكتب رئيس الوزراء مما يجعل الحي آمن وهادئ داخل مركز المدينة. تشتهر المنطقة بحدائقها وتقع بين المدينة القديمة والحي اليهودي القديم. بجانب دار الضيافة يكمن قصر الإمام يحيى القديم والآن في حالة خراب. تجنبت كلية اليمن لدراسات الشرق الأوسط إنشاء مجمع معزول وبدلا من ذلك فقد حافظت على دمج مبان منفصلة في المنطقة المحيطة. تم استغلال المساكن القريبة من الكلية لاسكان الطلاب الأجانب لسنوات عديدة مما يسمح للتفاعل الطبيعي بين الطلاب والجيران.

## المرافق
تمتلك الكلية ثلاثة مبان تستخدم للسكن وهي مهجع 26 سبتمبر وهو الأكبر، دار الضيافة بالقرب من المبنى الرئيسي للكلية والذي يقع على بعد بضع دقائق على شارع 26 سبتمبر، ومهجع باب الصباح الذي يقدم للطلاب إقامة أكثر خصوصية في البلدة القديمة.

### مهجع 26 سبتمبر
مهجع 26 سبتمبر يتألف من ستة طوابق من مبنيين متصلين بواسطة جسر صغير مغلق. يحتوي على أكثر من 30 غرفة نوم ويستوعب ما يصل إلى 90 طالبا في الغرف الخماسية الجماعية. الحمامات المشتركة هي في كل طابق فضلا عن المطابخ الجماعية في الطابقين الأول والأعلى. غرف هادئة للدراسة، المجالات المشتركة، ومختبر حاسوب مع 24 ساعة إنترنت عالي السرعة ومعالجة النصوص (باللغتين العربية والإنجليزية) توجد في الطابق الأرضي. تم تركيب شبكة لاسلكية للطلاب مع أجهزة الكمبيوتر المحمولة، مع الربط في الغرفة. تم مؤخرا تركيب صالة ألعاب رياضية للممارسة الصغيرة وتقدم للطلاب موقع مناسب للعمل لإجراءات المغادرة. في الطابق العلوي من المبنى يحتوي على مساحة تقليدية أكبر للجلوس لمشاهدة القنوات الفضائية وسقف المدرجات الكبيرة التي توفر إطلالة رائعة على المدينة والمناطق المحيطة بها. آلات الغسيل موجودة على سطح المبنى في غرفة صغيرة.

### مهجع باب الصباح
مهجع باب الصباح يبعد حوالي 10 دقائق بالسيارة من كلية المبنى الرئيسي وتقع في حي الصاغة القديم على حافة المدينة القديمة. خارجيا فهو بيت يمني تقليدي أما من الداخل قد تم تحديثه تماما. المنزل يحتوي على عشر غرف تتسع ل 25 طالبا في غرف فردية ومشتركة. معظم الغرف تضم حمامات خاصة ويتم توفير حمامات مشتركة للذين لا يملكون. الطابق العلوي يحتوي على صالة لمشاهدة القنوات الفضائية ويطل على منظر جميل للمدينة القديمة. من خلال الصالة يستطيع المقيمين الوصول إلى شرفة السطح مع امكانية الأكل ومنطقة جلوس. الطابق السفلي يوجد به مطبخ مشترك حديث بالكامل ومنطقة لتناول الطعام. يتم توفير غسالة وخط الغسيل.

### مهجع دار الضيافة
يقع مهجع دار الضيافة في آخر طريق مهجع 26 سبتمبر ويستخدم لاسكان الأساتذة وكبار الطلبة وغيرهم من الزوار. تم إضافة ثلاث شقق استوديو في هذا المرفق جنبا إلى جنب مع خليط من الغرف المفردة والمشتركة بعض مع الحمامات الخاصة وغيرها من الحمامات المشتركة. في الطابق الأرضي هناك مطبخ مشترك وغرفة المعيشة مع القنوات الفضائية وأجهزة الكمبيوتر مع الإنترنت. العديد من الضيوف يتصلون لاسلكيا بالانترنت المتوفر في الغرفة أو حين يجلسون في الحديقة. كما هو الحال مع كل المنشآت فإنها تحتوي على حمامات ومطبخ على النمط الغربي ويتم توفير غسالة للمقيمين لغسل ملابسهم.

## المرافق الأكاديمية
مبنى الكلية هو الأحدث لكلية اليمن لدراسات الشرق الأوسط ويقع بجوار المبنى الرئيسي للكلية مكتب رئيس الوزراء. وهذا هو أكبر موقع تملكه الكلية ويضم حديقة خضراء جميلة. الجزء الإداري للمبنى يحتوي على مكاتب للرئيس وعمداء الكليات والماليين ومسؤولي البرامج والمسؤولين الآخرين. الفصول الدراسية الحديثة والمكاتب المشتركة لأعضاء هيئة التدريس أيضا تقع في هذا الحرم الجامعي. يحتوي الموقع على المكتبة التي تم تجديدها حديثا وتوسعتها لتحتوي على متجر للوجبات الخفيفة كما يمكن الاتصال بالانترنت لاسلكيا ومعظم الخدمات التي يحتاجها الطلاب أثناء إقامتهم في اليمن.

### المكتبة
مكتبة كلية اليمن لدراسات الشرق الأوسط الجديدة تضم مجموعة كبيرة من المراجع باللغة العربية مع التركيز بشكل خاص على التاريخ والجغرافيا في الشرق الأوسط ومجموعة متنامية من النصوص باللغة الإنجليزية عن التاريخ والسياسة المعاصرة للشرق الأوسط. المجموعة تضم كتب قيمة لطلاب اللغة العربية حيث أنه يحتوي على مجموعة متنوعة من الكتب والقصص القصيرة وكتب الأطفال والدوريات والمجلات التي هي مثالية لأولئك الذين يسعون لتحسين لغتهم العربية. يمكن البحث في مجموعة الكتب من خلال برنامج حاسوبي وتم تطوير نظام الاستعارة بالتعاون مع المعهد الفرنسي والمعهد الأمريكي للمكتبات للدراسات اليمنية وكلاهما متخصصان في العلوم الاجتماعية والتاريخ وعلم الآثار اليمنية وشبه الجزيرة العربية. تشمل المرافق قاعة هادئة للمطالعة وصالة مع شبكة إنترنت لاسلكية.

## وصلات خارجية
- الموقع الرسمي